# Apanteles natras
Apanteles natras är en stekelart som beskrevs av Nixon 1965. Apanteles natras ingår i släktet Apanteles och familjen bracksteklar. Inga underarter finns listade i Catalogue of Life.